# Shanghai Maru
Shanghai Maru var ett japanskt passagerarfartyg på 5 252 ton byggt 1923 av William Denny & Brothers, Dumbarton, Yard No 1138 för Nippon Yusen Kaisha, Tokyo, Japan. Hon köptes 1939 av Toa Kaiun Kk, Tokyo, Japan. Den 30 oktober 1943 förliste hon och sjönk efter en  kollision med Sakito Maru, cirka 75 mil utanför Shanghai.